# 台北薹
台北薹（学名：Carex taihokuensis），又名锐果薹，为莎草科薹草属下的一个种。

## 扩展阅读
- 維基物種上的相關：台北薹